# Apa Neagră
Apa Neagră – wieś w Rumunii, w okręgu Gorj, w gminie Padeș. W 2011 roku liczyła 430 mieszkańców.